# Chlororithra
Chlororithra là một chi bướm đêm thuộc họ Geometridae.